# Avenue du Père-Lachaise
Pour les articles homonymes, voir Père Lachaise.
L'avenue du Père-Lachaise est une voie située dans le 20e arrondissement de Paris, en France.

## Situation et accès
L’avenue est située dans le 20e arrondissement relie la place Gambetta au Cimetière du père Lachaise elle est desservie par la station de métro Gambetta des lignes 3 et 3 bis.

## Origine du nom
Cette voie doit son nom au cimetière du Père-Lachaise à laquelle elle mène. Le père Lachaise était le prêtre confesseur de Louis XIV.

## Historique
Cette voie a reçu le nom de « rue de la Dhuis » le 20 juillet 1868, en raison de sa proximité avec la rivière Dhuis, avant de prendre son nom actuel le 31 juillet 1899.
Le 17 juillet 2024, l'avenue est le lieu d'un accident dramatique lorsqu'une voiture percute la terrasse du bar Le Ramus au n°6, faisant un mort et six blessés dont trois graves,.

## Bâtiments remarquables et lieux de mémoire
- L'avenue débouche sur l'entrée principale nord du cimetière du Père-Lachaise.